# Mulholland Drive (Los Angeles)

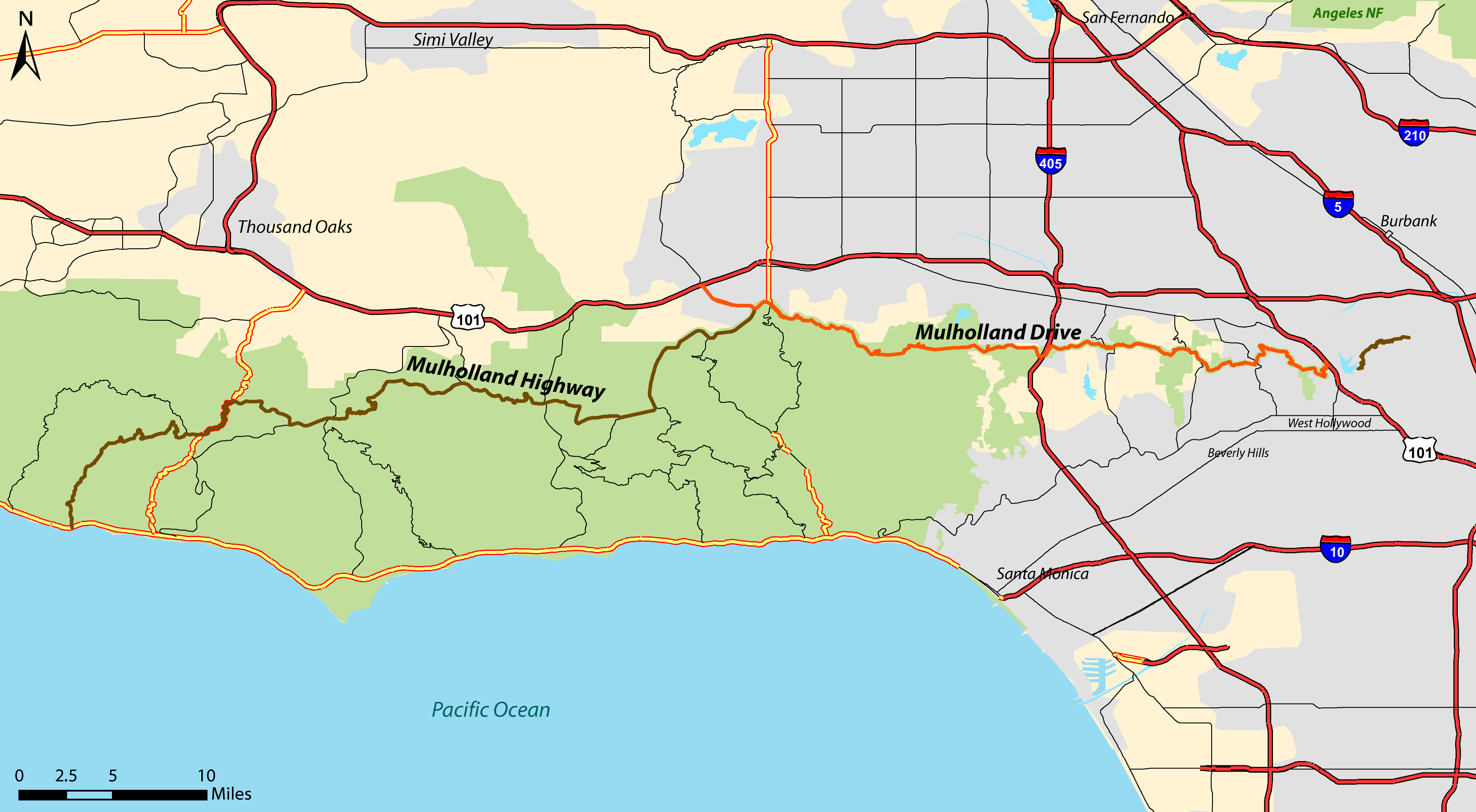
Kaart met in het oranje de weg Mulholland Drive.

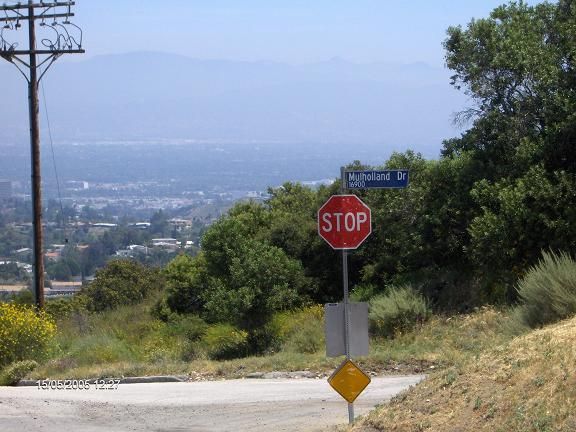
Uitzicht vanaf een zijweg van Mulholland Drive

Mulholland Drive is een bekende en bochtige weg door de heuvels van Los Angeles, Californië.

## Route
De weg loopt over de heuvelrug van de Santa Monica Mountains en de Hollywood Hills en verbindt op die manier twee delen van de U.S. Route 101. Mulholland Drive kruist met Sepulveda Boulevard, Beverly Glen Boulevard, Coldwater Canyon, Laurel Canyon Boulevard, Nichols Canyon en Outpost. De weg biedt schitterende uitzichten op zowel het Los Angeles basin als de San Fernando Valley.
Het oostelijke eindpunt van Mulholland Drive is aan de splitsing met Cahuenga Boulevard aan de Cahuenga Pass over de Santa Monica Mountains (op dit punt loopt Cahuenga Boulevard parallel met de 101). De weg loopt verder naar het oosten en biedt uitzicht op het Hollywood Sign, downtown Los Angeles en daarna op Burbank, Universal City en de rest van de San Fernando Valley.
De weg loopt naar de top van de heuvels tot enkele mijlen ten westen van de 405 Freeway. Op dit punt (de kruising met Encino Hills Drive) wordt Mulholland Drive een onverharde weg die niet toegankelijk is voor motorvoertuigen. Dit deel van de weg, dat vooral populair is bij wandelaars, ruiters en mountainbikers, sluit aan op andere onverharde wegen en mountainbike-routes alsook op een verlaten Project Nike commandopost die werd omgebouwd in een Koude Oorlog-herdenkingspark.
De verharde weg begint opnieuw net ten oosten van Topanga Canyon Boulevard. Kort daarna, splitst Mulholland Drive in Mulholland Drive en Mulholland Highway. Mulholland Drive eindigt aan de 101 waar de naam verandert in Valley Circle Boulevard. Mulholland Highway loopt verder naar het zuidwesten en eindigt in State Route 1 in Leo Carrillo State Park nabij de Stille Oceaan en de grens van Los Angeles County en Ventura County.

## Geschiedenis
Het grootste deel van de weg, van de Cahuenga Pass in Hollywood westwaarts voorbij de Sepulveda Pass werd oorspronkelijk Mulholland Highway genoemd en werd geopend in 1924. Ze werd vernoemd naar de ingenieur-directeur van het waterbedrijf van Los Angeles, William Mulholland, die in dit gebied tussen 1908 en 1913 het Aquaduct van Los Angeles aanlegde en daarmee de groei van de stad mogelijk maakte. De weg werd aangelegd door een consortium van landeigenaars in de Hollywood Hills, die hoopten wat geld te verdienen door ontwikkeling te brengen in dit gebied.